# Portishead (Somerset)
Portishead è una cittadina di 17 130 abitanti del Somerset, in Inghilterra.